# Competenza distintiva

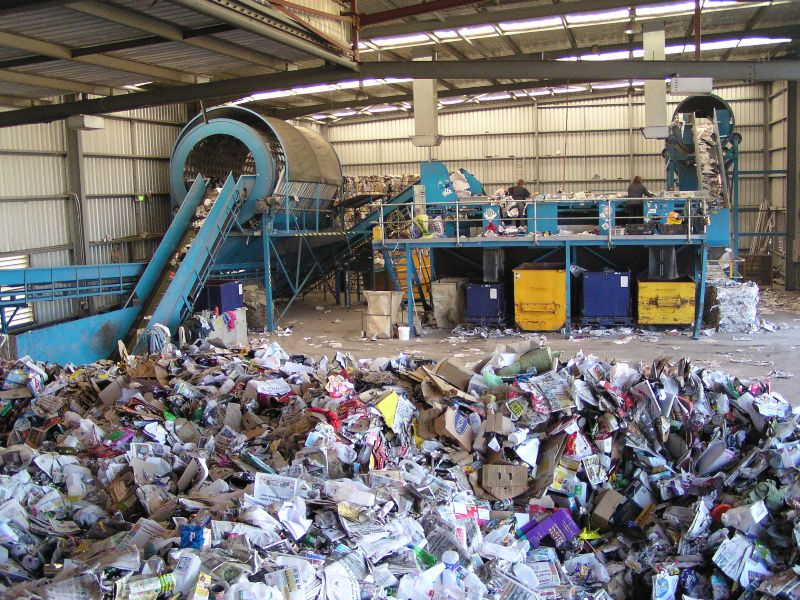
Know-How per riciclaggio rifiuti

Le competenze distintive sono le caratteristiche intrinseche e salienti di un'impresa (attitudini, abilità, conoscenze commerciali e scientifiche), configurabili come qualità "speciali" che permettono alla stessa di essere più competitiva in un aspetto tecnico o organizzativo, e che di norma sono affidate ad un certo numero manager e specialisti. Esse non sono facilmente imitabili.

## Descrizione
In genere, le competenze distintive (chiamate anche "core competence") sono trasversali a un'attività o ad un settore, e possono riguardare la particolare attitudine a costruire, progettare, realizzare un prodotto o anche a organizzare, gestire, programmare. Non sono precisamente il Know-How, quanto piuttosto un saper fare trasferito nei prodotti e nei servizi, anche se per certi versi sono assimilabili ad esso. Diciamo che sono un sottoinsieme dell'esperienza dell'azienda, che in maniera orizzontale attraversa le funzioni e pervade l'organizzazione di un valore aggiunto che caratterizza e, appunto, "distingue" l'azienda dalle altre.
Le core competence sono considerate un fattore determinante nel sistema competitivo, in particolare nelle economie contemporanee, con lo sviluppo del terziario e la necessità di una qualità come fattore distintivo per tanti beni e servizi fungibili che si basano sulla lotta dei prezzi, causando una curva di domanda estremamente elastica.
In un famoso studio Hamel e Prahalad analizzano i principali cambiamenti avvenuti nella corporate strategy durante gli anni ottanta. In questo periodo, l'evoluzione tecnologica e la nascita del settore dell'informatica hanno dato vita a nuovi mercati, costringendo le imprese a ripensare le proprie strategie competitive diventate ormai obsolete. Mentre, secondo gli autori, dal secondo dopoguerra le imprese più importanti potevano evolversi diversificando il proprio portafoglio di business in base ad un'analisi esclusivamente finanziaria dei mercati, dando vita a enormi conglomerati, i recenti cambiamenti pongono la necessità di una strategia meglio articolata. I nuovi settori emergenti ad elevato contenuto tecnologico sono caratterizzati, infatti, da una velocissima evoluzione e da un ridotto ciclo di vita dei prodotti. Competere nei mercati dei prodotti finali diventa quindi molto difficile e rischioso in quanto le tecnologie tendono ad essere cannibalizzate rapidamente e il payback period degli investimenti si riduce notevolmente. Solo l'individuazione, la coltivazione e lo sfruttamento di competenze chiave trasversali a più mercati, durevoli nel tempo e difficilmente imitabili rende possibile la creazione di un vantaggio competitivo durevole.
Secondo Hamel e Prahalad, in un contesto competitivo stabile, caratterizzato da mercati maturi e da prodotti standardizzati, le imprese potevano diversificare le loro attività semplicemente dedicando ciascuna divisione ad un mercato finale diverso. Assegnando ingenti risorse a tali unità organizzative e imponendo i propri standard di prodotto le imprese potevano puntare a diventare leader mondiali di tali mercati. Al contrario quando i mercati e i prodotti finali cambiano rapidamente, spinti dal progresso tecnologico, il raggiungimento di una posizione di leadership diventa un traguardo temporaneo.
Mentre nel breve termine la competitività di un'impresa dipende dal rapporto prezzo/performance dei suoi prodotti correnti, nel lungo periodo questi convergono verso standard simili di prezzo e qualità, i quali sono percepiti dai consumatori come requisiti minimi ma non come fonte di differenziazione e di vantaggio competitivo. Nel lungo periodo dunque la competitività deriva dalla capacità di sviluppare competenze distintive, più velocemente e a costi minori dei competitors, che generino prodotti innovativi. La vera fonte di vantaggio competitivo, dunque, consiste nello sviluppo di core competence applicabili ai diversi prodotti e ai diversi mercati in cui l'impresa opera.
Le core competences nascono dallo sviluppo di tecnologie e abilità all'interno dell'organizzazione che successivamente vengono consolidate e applicate nello sviluppo di diversi prodotti e nella gestione dei vari business. Esse consentono di coordinare diverse tecniche produttive o di integrare tra loro diverse tecnologie per realizzare prodotti innovativi capaci di differenziarsi da quelli dei concorrenti. A differenza di molti fattori produttivi le core competences non si deteriorano con l'uso ma si rafforzano e si evolvono quanto più esse sono applicate e condivise all'interno dell'organizzazione. Infine esse guidano il processo di diversificazione in quanto tracciano un sentiero evolutivo dell'impresa determinando in quali business essa può competere con successo e generando nuove opportunità e nuovi mercati.
Dal punto di vista organizzativo la creazione delle core competence implica una gestione coerente del portafoglio di business dell'impresa. Se le divisioni sono gestite indipendentemente e la scelta dei business avviene solo in base alla loro redditività, la condivisione delle core competence risulta molto difficile. Le core competence sono efficacemente descritte dagli autori come le radici del vantaggio competitivo dell'organizzazione. Esse vengono incorporate in prodotti innovativi e differenziati i quali spesso non sono dei prodotti finali ma solo delle componenti (come il processore all'interno del computer). Tali core product possono essere utilizzati in diversi business, consentendo all'impresa di non legare la sua attività ad un particolare mercato, ma di sfruttare tutte le opportunità derivanti dalla nascita di nuovi prodotti o di nuove tecnologie. I core product possono essere infatti incorporati in diversi prodotti finali, allungando il loro ciclo di vita e diventando una risorsa essenziale.
I core products sono il risultato materiale delle core competence e costituiscono il tramite attraverso cui l'impresa opera in un mercato finale. Essi sono spesso la componente di un prodotto finale ma contribuiscono sostanzialmente al suo valore. L'impresa che li produce in questo modo non compete esclusivamente con il suo brand, ma anche come fornitore di componenti di altri prodotti concorrenti. Inoltre, la proliferazione di applicazioni per i core product permette di ridurre i costi, il tempo e il rischio connesso al loro sviluppo, e consente lo sfruttamento di economie di scala e di scopo. Le core competence devono possedere almeno tre requisiti fondamentali:
-	devono permettere l'accesso potenziale ad una ampia gamma di mercati
-	contribuiscono in maniera significante a differenziare i prodotti finali secondo la percezione dei clienti.
-	Devono essere difficilmente imitabili da parte dei concorrenti
In primo luogo, le core competence consentono di operare, tramite i core product in un'ampia gamma di mercati anche molto diversi fra loro. Ad esempio le competenze di Canon nel campo delle componenti ottiche le permettono di competere nei differenti mercati delle stampanti, fotocopiatrici, scanner e videocamere, in cui i prodotti finali sono molto diversi fra loro, ma incorporano tutti le stesse componenti chiave. I core product inoltre caratterizzano i prodotti finali in cui sono incorporati grazie alla loro tecnologia, alla funzione d'uso innovativa o alla loro qualità superiore, contribuendo a differenziarli agli occhi dei clienti. 
Infine le core competence, nascendo dall'insieme armonizzato di tecnologie e abilità dell'impresa, consolidate attraverso un lungo processo evolutivo, sono difficilmente replicabili dai concorrenti, i quali sono costretti a incorporare nei loro prodotti componenti acquistati dal leader di mercato, rendendosi dipendenti da quest'ultimo per la loro sopravvivenza. Tale eventualità è molto comune nei settori high-tech in cui i leader di mercato spesso partecipano ai prodotti della concorrenza come original equipement manufacturer.
In conclusione, l'impresa deve competere su tre livelli. A livello di core competence l'obiettivo è diventare leader nello sviluppo di tecnologie innovative o di nuove funzionalità per prodotti esistenti. Per sostenere la leadership in tali core competence le imprese devono massimizzare la loro produzione di core product, al fine di raggiungere il massimo numero di clienti, non solo nei mercati finali ma anche in quelli intermedi. Inoltre, una posizione dominante nei core product permette di influenzare l'evoluzione della tecnologia, delle applicazioni e dei mercati finali. Secondo gli autori, per competere sui tre livelli delle competenze, dei core product e dei prodotti finali, occorre innanzitutto sviluppare le prime. Se l'impresa riesce a valorizzare le proprie core competence, quasi sicuramente batterà i rivali nello sviluppo di nuovi business. Analogamente se un'impresa diventa leader nella produzione di core product, probabilmente batterà i rivali anche nella produzione di nuove applicazioni e prodotti finali, e nel rapporto qualità prezzo.
Tutte queste considerazioni generano l'esigenza di considerare l'impresa diversificata come un portafoglio di competenze, oltre che di business e prodotti. Il top management dovrà quindi cercare di modellare una struttura organizzativa in grado di valorizzare e condividere le competenze tra le diverse divisioni, rendendo l'impresa un marchio ombrello sotto il quale proliferano molti prodotti basati sulle stesse caratteristiche distintive. Tale concetto contrasta con il modello decentrato tipico delle grandi imprese diversificate. In tale modello organizzativo, la strategia competitiva è sviluppata interamente a livello di business unit, mentre a livello corporate, sono delegate le decisioni riguardanti il coordinamento, la gestione finanziaria, e il controllo dei vari business. Il decentramento della strategia competitiva conferisce alle divisioni ampia autonomia circa le azioni da porre in essere nei rispettivi mercati, ma genera anche alcuni problemi di coordinamento quando esse debbano condividere una determinata risorsa o competenza.
Innanzi tutto, quando l'impresa opera come un insieme di business unit indipendenti, nessuna divisione è responsabilizzata a mantenere una posizione di rilievo nei core product, ne può giustificare gli elevati investimenti necessari a costituire e sviluppare core competence. Il top management deve imporre una visione di insieme, ponendo l'enfasi non solo sui risultati raggiunti dalle singole divisioni, ma sulla creazione di valore a livello di impresa. In secondo luogo, quando una business unit evolve e sviluppa particolari competenze, dovrebbe condividerle con il resto dell'organizzazione, ma questa opportunità spesso non viene colta perché gli individui che detengono le competenze cercano di sfruttarle per i propri scopi personali, impedendo all'impresa di fare leva su tali risorse per lo sviluppo nel suo complesso.
Da ciò emerge innanzitutto la necessità di bilanciare le esigenze della pianificazione e del budgeting con quelle del coordinamento delle divisioni finalizzato alla crescita complessiva dell'impresa. In secondo luogo, è necessario valorizzare il capitale umano, al pari di quello finanziario, individuando le persone che detengono competenze critiche e muovendole all'interno dei confini dell'impresa affinché possano comunicarle e condividerle. Il presupposto per mettere in atto tali misure, e per identificare le competenze di cui l'impresa necessita per competere con successo è il disegno di un'architettura strategica. Tale disegno prende le mosse dall'individuazione delle competenze da costituire, e stabilisce le modalità per acquisirle e sfruttarle per la creazione dei core product. L'intento strategico rappresenta innanzi tutto la chiave di lettura delle strategie che l'impresa implementa e rende possibile coordinare le sue azioni verso il raggiungimento del fine ultimo dell'organizzazione. Esso consente di porre in essere una serie di azioni, alleanze e investimenti comprendendo chiaramente l'obiettivo da raggiungere, e dunque fornisce un sentiero evolutivo chiaro e condiviso dai membri dell'organizzazione.
In secondo luogo, l'intento strategico guida il processo di diversificazione, perché individua i business che contribuiscono maggiormente al raggiungimento degli obiettivi o alla creazione di core competence, consentendo inoltre di coordinare le business units e condividere risorse e competenze fra le stesse per la creazione del vantaggio competitivo. L'intento strategico, infine, rende trasparente e condiviso il processo di allocazione delle risorse perché definisce le priorità in base alle quali nascono le decisioni del top management.
Per evidenziare l'importanza dello sviluppo delle core competence Hamel e Prahalad riportano l'esempio di NEC e GTE, di due imprese americane dell'information technology che negli anni hanno seguito due strategie contrapposte, rispettivamente basate sulle condivisione di competenze e sulla gestione indipendente delle SBU. Negli anni ottanta NEC, impresa operante nel settore di hardware per le telecomunicazioni, formulò una strategia basata sullo sviluppo e sfruttamento della convergenza fra computer e comunicazione. Il top-management identificò tre sentieri di evoluzione del mercato e della tecnologia, concludendo che il mercato dei computer, della comunicazione e delle componenti avrebbero seguito un percorso convergente e dunque l'impresa che avesse acquisito competenze trasversali a questi settori avrebbe goduto di un notevole vantaggio competitivo. 
Il Top management adottò piano di sviluppo finalizzato alla creazione di competenze distintive nel settore dei semiconduttori, core product di NEC, e strinse una miriade di alleanze con l'intento strategico di raggiungere rapidamente la leadership tecnologica. Tutte le alleanze furono finalizzate ad acquisire la competenza relativa ad una determinata tecnologia, acquisendo e internalizzando le conoscenze dei partner. Al contrario GTE, impresa operante in diversi settori dell'informatica e delle comunicazioni, non riuscì a formulare una strategia altrettanto efficace. Nonostante il sentiero di evoluzione del mercato fosse chiaro e palese, il top management non riuscì ad individuare le core competence necessarie per competere simultaneamente nei vari mercati. La struttura organizzativa decentrata inoltre rendeva difficile il coordinamento delle business units, che operavano seguendo una strategia competitiva autonoma. Non avendo sviluppato alcuna core competence trasversale ai vari business in cui GTE operava le singole SBU persero la loro leadership tecnologica e diventarono sempre più dipendenti dalle risorse esterne. La differenza principale tra NEC e GTE era che la prima fu concepita come un portafoglio di competenze da valorizzare in un ampio range di mercati finali, mentre la seconda come un portafoglio di business indipendenti fra loro.